# サスペリア・テルザ 最後の魔女
『サスペリア・テルザ 最後の魔女』（伊: La Terza madre、英: The Mother of Tears）は、2007年にイタリアとアメリカが製作したホラー映画。『サスペリア』、『インフェルノ』に続く、魔女3部作の完結編。
（* “魔女三部作”構想については、1977年製作のオリジナル版『サスペリア』の項で触れているので、そちらを参照のこと）

## ストーリー
絵画修復の技術を学ぶためにアメリカからローマにやってきた研究生のサラ・マンディは、副館長のジゼルと共に墓地で発掘された壺を調べる内、骨やローブ、短剣などを発見する。それは「涙の母（マーテル・ラクリマルム）」と呼ばれる邪悪な魔女の遺物で、サラたちは世界制覇を企む魔女たちを現代に解き放ってしまう。周囲の人々が魔女たちに殺される中で、サラは亡き母と魔女の三姉妹との因縁を知る。

## キャスト
| 役名                                 | 俳優                               | 日本語吹替 |
| ------------------------------------ | ---------------------------------- | ---------- |
| サラ・マンディ                       | アーシア・アルジェント             | 斎藤恵理   |
| エンゾ・マルキ刑事                   | クリスティアン・ソリメーノ         | 咲野俊介   |
| マイケル・ピアス（博物館館長）       | アダム・ジェームズ                 | 遠藤純一   |
| 涙の母（マーテル・ラクリマルム）     | モラン・アティアス                 | 込山順子   |
| エリザ・マンディ（サラの母）         | ダリア・ニコロディ                 | 瀬尾恵子   |
| マルタ・コルッシ（降霊師）           | ヴァレリア・カヴァッリ             | 永木貴依子 |
| ヨハネス神父                         | ウド・キア                         | 高岡瓶々   |
| リッソーニ刑事                       | ロベルト・マディソン               | 田坂浩樹   |
| ミレージ神父                         | トマーソ・バンフィ                 | 岡哲也     |
| ポール・ピアス（マイケルの息子）     | ルーカ・ペスカトール               | 一色まゆ   |
| カテリーナ（魔女）                   | 市川純                             | 込山順子   |
| ジュリアン                           | パオロ・ステラ                     | 相原嵩明   |
| グリエルモ・デ・ウィット（錬金術師） | フィリップ・ルロワ                 | 遠藤純一   |
| ジゼル（博物館副館長）               | コラリーナ・カタルディ・タッソーニ | 込山順子   |
| エルガ（マルタの恋人）               | シルヴィア・ルビノ                 | 一色まゆ   |

## スタッフ
- 監督：ダリオ・アルジェント
- 製作総指揮：カーク・ダミコ
- 製作：クラウディオ・アルジェント、ダリオ・アルジェント、マリーナ・ベルルスコーニ、ジュリア・マルレッタ
- 共同製作：リー・ウィルソン
- 脚本：ジェイス・アンダーソン、ダリオ・アルジェント、ウォルター・ファサーノ、アダム・ギーラッシュ、シモーナ・シモネッティ
- 音楽：クラウディオ・シモネッティ
- 撮影監督：フレデリック・ファサーノ
- 編集：ウォルター・ファサーノ
- 美術：フランチェスカ・ポッカ、ヴァレンティーナ・フェッローニ
- 衣装：ルドヴィカ・アマーティ
- 特殊メイク：セルジオ・スティヴァレッティ
- 視覚効果監修：リー・ウィルソン
- 視覚効果：アンセム・ビジュアル・エフェクツ
- 日本語字幕：岡田壯平
- 吹替翻訳：橋本真砂子
- 吹替演出：宇出喜美

## 各国のレイティング
過激な暴力シーンや性表現があるため、各国のレイティング事情に合わせて、98分（日本、アメリカ）、102分（ノーカット版）、90分（アルゼンチン）と、複数のバージョンが存在する。
- イタリア：VM18（劇場審査）、VM14（再審査）
- アメリカ合衆国：R（カット版）、未審査（ノーカット版）
- 日本：審査予定（カット版）、未審査（ノーカット版）
- イギリス：18
- ドイツ：18（カット版）
- アルゼンチン：18（カット版）
- オランダ：16
- オーストラリア：R

## 備考
- 日本でのキャッチコピーは「三度目の約束です。決してひとりでは見ないで下さい」であった。
- 日本公式サイトには“Suspiria3”（サスペリア3）という英題が付けられている。
- 同じく日本公式サイトに、小説家のよしもとばななと、綾辻行人がメッセージを寄せている。
- 日本での劇場公開に当たっては、イメージ・キャラクターに杉本有美を起用。魔女に扮した杉本が、各種メディアで当作品のPRに臨んでいた。